# Урусов Владислав Григорович
Урусов Владислав Григорович (1927-14 березня 2001) — машиніст комбайна шахти «Шолоховська-Східна» комбінату «Ростовуголь», Герой Соціалістичної Праці.

## Біографія
Народився 27 листопада 1927 року. Закінчивши школу фабрично-заводського навчання (ФЗН) в місті Орджонікідзе, 2 роки працював кріпильником у Садовському рудоуправлінні. Після служби в Радянській Армії в 1956 році на заклик партії та уряду, приїхав на Донбас. Працював прохідником, гірничим робітником очисного вибою, машиністом комбайна.
В 1965 році як досвідчений гірник переведений на нову шахту «Шолоховська-Східна» комбінату «Ростовуголь». Тут домігся найбільших виробничих успіхів. Комплексна бригада під його керівництвом першою впровадила на шахті високопродуктивний вузькозахватний комплекс КМ-87Д. Його використання дозволило бригаді першою в місті Біла Калитва досягти тисячетонного добового навантаження на лаву. Бригада однією з перших в області створила спеціальну ремонтну зміну, яка проводила огляд і ремонт техніки. Це збільшило машинний час роботи комбайна, скоротило простої із-за аварій і несправностей механізмів.
Указом Президії Верховної Ради СРСР від 30 березня 1971 року за видатні успіхи у виконанні завдань п'ятирічного плану розвитку вугільної і сланцевої промисловості та досягнення високих техніко-економічних показників Урусову Владиславу Григоровичу присвоєно звання Героя Соціалістичної Праці з врученням ордена Леніна і золотої медалі «Серп і Молот».
У 1980-ті роки вийшов на пенсію. Помер 14 березня 2001 року. 

## Нагороди та звання
- Заслужений шахтар РРФСР
- Почесний шахтар

Нагороджений орденами Леніна (30.03.1971), Жовтневої Революції, «Знак Пошани», знаками «Шахтарська слава» 3-х ступенів.